# General Luna (Quezon)
General Luna é um município de  quarta classe de renda municipal (d) na província Quezon, nas Filipinas. De acordo com o censo de 1 de maio  de  2020 possui uma população de 24 804 pessoas e 6 119 domicílios.